# Haplostylus udrescui
Haplostylus udrescui is een aasgarnalensoort uit de familie van de Mysidae. De wetenschappelijke naam van de soort is voor het eerst geldig gepubliceerd in 1991 door Greenwood, Greenwood & Wooldridge.